# Oxelösunds distrikt
Oxelösunds distrikt är det enda distriktet i Oxelösunds kommun och Södermanlands län.
Distriktet ligger omkring Oxelösund.

## Tidigare administrativ tillhörighet
Distriktet inrättades 2016 och utgörs av området som till 1971 utgjorde Oxelösunds stad, som före 1950 utgjorde en del av Sankt Nicolai socken.
Området motsvarar den omfattning Oxelösunds församling hade 1999/2000 och fick 1953, när den utbröts ur Nikolai församling.